# New Mexico State University
New Mexico State University är ett statligt universitet i Las Cruces, New Mexico, USA, grundat 1888 som första universitet i delstaten. Universitetet är det näst största i staten. Det hette ursprungligen New Mexico College of Agriculture and Mechanic Arts fram till 1960, då det fick sitt nuvarande namn.
Huvudcampus är Las Cruces med satellitcampus i Alamogordo, Carlsbad, Doña Ana och Grants.